# ورزشگاه سیروس قایقران بندر انزلی

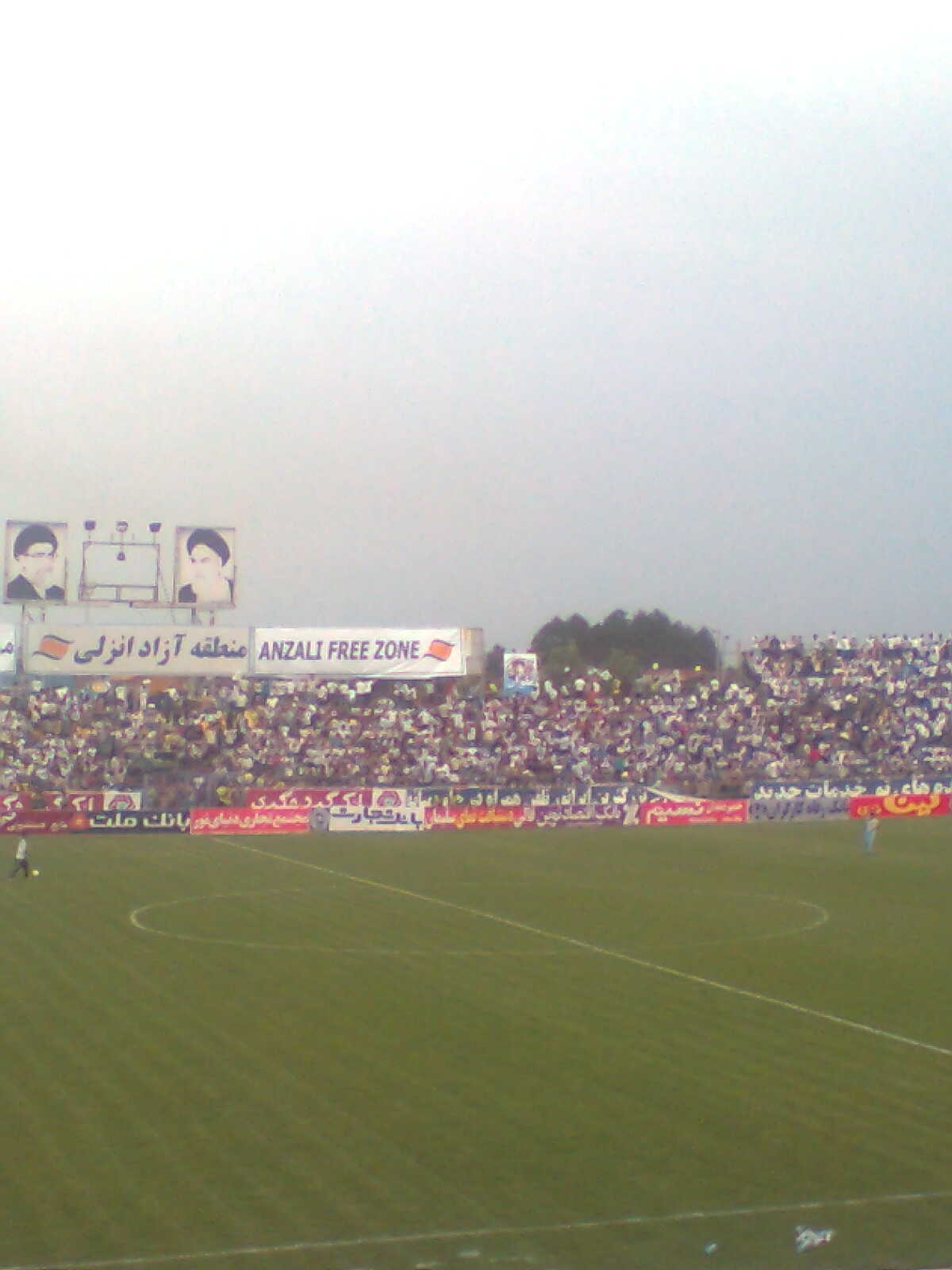
تماشاگران تیم ملوان قبل از آغاز نیمه دوم مسابقه این تیم با پرسپولیس در فینال جام حذفی ۸۹–۹۰ در ورزشگاه سیروس قایقران

ورزشگاه سیروس قایقران بندر انزلی یک مجموعه ی ورزشی در شهر بندر انزلی است. این ورزشگاه با قدمتی حدود ۵۷ سال یکی از قدیمی‌ترین ورزشگاه‌های کشور محسوب می‌شود و در حال حاضر بازی های باشگاه فوتبال ملوان بندرانزلی در زمین چمن طبیعی فوتبال این ورزشگاه انجام می‌شود.

## سن سیروس
هواداران ملوان بسیار علاقه‌مند بودند تا ورزشگاه اصلی شهرشان به نام کاپیتان اسبق تیم ملی فوتبال ایران سیروس قایقران
نامگذاری شود، اما با توجه به عدم ساخت ورزشگاه جدید در این شهر هواداران ملوان بندر انزلی لقبی خود ساخته را برای ورزشگاه تختی بندر انزلی ساخته و رسانه‌ای کردند و طی تلاش فراوان مسئولان باشگاه ملوان و شورای شهر بندر انزلی این ورزشگاه در تاریخ بیست و سوم فروردین ماه هزار و چهارصد و یک به ورزشگاه سیروس قایقران تغییر نام پیدا کرد.
علاقه‌مندان به فوتبال در این شهر ورزشگاه این شهر را سن سیروس نامیده‌اند که معنی سیروس مقدس را می‌دهد و برگرفته از نام ورزشگاه میلان در ایتالیا سن سیرو است که معنی آن سیروی مقدس است.

## نصب صندلی و بازسازی چمن ورزشگاه سیروس قایقران
ورزشگاه پیر شهر انزلی در فصل ۸۹–۹۰ لیگ برتر فوتبال ایران تا حدودی ارتقاء یافت. نصب صندلی و بازسازی چمنی مناسب برای این ورزشگاه از جمله برخی از فعالیت‌هایی بود که جهت جلب رضایت ناظران فدراسیون فوتبال آسیا در این ورزشگاه صورت گرفت.
با توجه به سابقهٔ باشگاه ملوان بندر انزلی که حتی تا سال ۱۳۸۰ و قبل از آغاز لیگ حرفه‌ای افتخارات این باشگاه از جمله پنج بار عنوان بهترین شهرستانی در مسابقات لیگ حرفه‌ای، بهترین تیم شهرستانی جام تخت جمشید، حضور در هفت فینال جام حذفی و سه قهرمانی در جام حذفی و دو حضور در بازیهای آسیایی جایگاه این باشگاه را توسط دیگر شهرستانی‌ها دست نیافتنی کرده بود، اما تا به امروز این شهر صاحب یکی از قدیمی‌ترین و ضعیف‌ترین ورزشگاه‌ها از لحاظ تأسیساتی در بین باشگاه‌های لیگ برتری است؛ که طی سالهای اخیر با توجه به فشار فدراسیون فوتبال آسیا مبنی بر استانداردسازی ورزشگاه‌ها این ورزشگاه در لیست بازسازی فدراسیون فوتبال ایران قرار دارد.

## تغییر نام پس از نیم قرن
با پیشنهاد باشگاه ملوان و پیگیری معاونت فرهنگی باشگاه و همکاری خانواده معزز شهید پیشگاه هادیان، به تصویب شورای عالی فرهنگی شهرستان بندرانزلی، نام مجموعه ورزشی تختی بندرانزلی به نام سیروس قایقران تغییر کرد.

## ساخت ورزشگاه جدید در بندرانزلی
آقای اردشیر پورنعمت مدیر عامل سابق ملوان و مدرس فیفا
- قدیمی بودن ورزشگاه موجود شهر انزلی
- نداشتن امکانات و تأسیسات جانبی
- فعّالیت سه تیم و باشگاه فوتبال در رده‌های سنی مختلف و در دو بخش مردان و زنان
- برخورداری این شهر از تماشاگران متعصب و دلسوز فوتبال

از دلایل نیاز انزلی به ایجاد یک ورزشگاه جدید خواند وی افزود: ایجاد ورزشگاه جدید انزلی به عنوان یک طرح ملی از مصوبات دور نخست سفرهای استانی ریاست جمهوری بود که متأسفانه به دلایل نامعلوم هنوز این مصوبه عملیاتی نشده‌است.
ورزشگاه جدید شهر انزلی ابتدا قرار بود در غرب انزلی در منطقه بشمن ساخته شود اما به دلایلی این مکان لغو و قرار شد تا این ورزشگاه را در منطقه چراغ پشتان بندر انزلی احداث کنند که این طرح به صورت مسکون باقی‌مانده‌است.